# Далио, Рэй
Рэймонд Да́лио (англ. Ray Dalio; род. 8 августа 1949, Куинс, Нью-Йорк) — американский финансист, инвестор-миллиардер, основатель и бывший генеральный директор инвестиционной компании Bridgewater Associates, благотворитель. 

## Биография
Рэй Далио родился в итало-американской семье джазового музыканта. В возрасте 12 лет он за $ 300 купил акции авиакомпании Northeast Airlines. Его первые инвестиции утроились после объединения Northeast Airlines с другой компанией. Далио получил степень бакалавра в университете Лонг-Айленда и степень магистра делового администрирования в Гарвардской школе бизнеса.
Окончив обучение, Далио работал на Нью-Йоркской фондовой бирже и торговал товарными фьючерсами. Позже он также работал на должности Director of Commodities в компании Dominick & Dominick. В 1974 году Далио привел стриптизёршу на съезд аграриев, заплатив ей за то, чтобы та разделась перед публикой. За эту выходку его уволили. Оставшись без работы, Далио вместе со своим другом по игре в регби основал в 1975 компанию Bridgewater, переманив клиентов своего бывшего работодателя. Компания в 2012 году стала крупнейшим хедж-фондом в мире. Далио торговал на бирже валютами и облигациями, а также писал статьи об экономике.
Компания Bridgewater управляет активами пенсионных фондов, университетских эндаументов, суверенных фондов, сумма активов под управлением на 2017 год — $160 млрд. Компания Bridgewater выпускает экономический бюллетень Daily Observations.
В апреле 2018 года состояние Далио оценивалось в $17,4 млрд. В 2015 году он занял 18 место в списке самых влиятельных людей мира по версии Bloomberg. В 2020 году занимал 46 место в рейтинге Форбс с состоянием 18 млрд долл.
Американские медиа называют его «Стивом Джобсом от инвестирования». Его книга Principles: Life & Work («Принципы: жизнь и работа») вошла в список бестселлеров The New York Times. Далио предпочитает обращаться к Джиму Коллинзу, а Джон Маккейн — единственный кандидат в президенты США, пользовавшийся его поддержкой.
Помимо инвестиционной деятельности, другой страстью Рэя Далио является история. Он исследовал экономические циклы за последние несколько столетий, а также кредитные циклы за последние 100 лет. Анализируя, Далио часто предупреждал, что рост задолженности, наблюдаемый в западных экономиках, в конечном итоге вызовет серьезный кризис.
Далио успешно предсказал значительный спад мировой экономики в 2022 году, а 2023 и 2024 годы называл еще более сложными не только в финансовом, но и в политическом плане. Он видит неизбежным схлопывание американского финансового пузыря – а из-за высокой зависимости от доллара кризис в США приведёт к экономическим проблемам в Европе и Японии. Отмечая усиливающийся в американском обществе антагонизм, когда каждая из сторон стремится к победе любой ценой и не готова на умеренные решения и компромиссы, Далио оценивает как высокую вероятность гражданской войны в Америке и также, по совокупности всех вышеозначенных экономических и социально-политических факторов, и новой мировой войны.
В сложившейся ситуации Далио обвиняет политиков и центробанки развитых стран, несущих ответственность за высокую инфляцию и разрыв в доходах (оценивая, что сегодня они уже и не способны переломить этот существующий уже пару поколений тренд), а также медиа и соцсети, из-за которых в публичном пространстве «утрачена правда».

## Личная жизнь
С 1969 года он дважды в день практикует трансцендентальную медитацию, и призывает сотрудников своей компании делать так же. В качестве хобби занимается исследованием океана.
Женат на Барбаре Далио. Имеет четырёх сыновей: Девон, Пол, Мэтью, Марк.
В апреле 2011 года Реймонд Далио и его жена Барбара присоединились к Биллу Гейтсу и Уоррену Баффету, дав Клятву дарения, — пообещав пожертвовать более половины своего состояния на благотворительные цели в течение жизни.

## Сочинения
- Рэй Далио. Принципы. Жизнь и работа = Principles: Life and Work (2017) — 2е изд. — М.: Манн, Иванов и Фербер, 2019. — 608 с. — ISBN 978-5-00-117734-0
- Рэй Далио. Большие долговые кризисы. Принципы преодоления = Principles for Navigating Big Debt Crises (2018) — М.: Манн, Иванов и Фербер, 2021. — 496 с. — ISBN 978-5-00-169193-8
- A Template For Understanding Big Debt Crises (2018) - ISBN  978-0578565651
- Why and How Capitalism Needs to be Reformed (2019)
- Рэй Далио. Принципы успеха = Principles for Success (2019)
- Рэй Далио. Принципы изменения мирового порядка = Principles for Dealing with the Changing World Order: Why Nations Succeed and Fail (2022) / Пер. с англ. Д. Миронов. — М.: Манн, Иванов, Фербер, 2022. — 522, [4] с. : ил, табл., цв. ил. — (Серия «Рэй Далио. Легендарный инвестор») — ISBN 978-5-00195-335-7